# Эннс, Михаил Яковлевич
Михаил Яковлевич Эннс (род. 4 мая 1959) — советский и узбекистанский футболист, полузащитник, нападающий.
Начинал играть в 1975 году в дубле команды высшей лиги «Пахтакор» Ташкент. Выступал в командах второй лиги «Нефтяник» Фергана (1976—1979, 1978—1990), «Шахрихончи» / «Шахриханец» Шахрихан (1980, 1984—1985), «Каршистрой» Карши (1981), «Бешкент» (1983), «Пахтакор» Андижан (1986), «Автомобилчи» Коканд (1990—1991). В первом чемпионате Узбекистана (1992) играл за клубы «Атласчи» Маргилан, «Шахрихончи».
Братья Виктор, Владимир и Яков также были футболистами.